# منتخب الفلبين تحت 20 سنة لكرة القدم
منتخب الفلبين تحت 20 سنة لكرة القدم هو ممثل الفلبين الرسمي في المنافسات الدولية في كرة القدم في فئة كرة قدم تحت 20 سنة للرجال
، يديريه اتحاد الفلبين لكرة القدم.